# لیلیان فورنیه
لیلیان فورنیه (انگلیسی: Lilian Fournier؛ زادهٔ ۱۸ مهٔ ۱۹۹۸) بازیکن فوتبال اهل فرانسه است.
از باشگاه‌هایی که در آن بازی کرده‌است می‌توان به باشگاه فوتبال متس اشاره کرد.